# Abdul Shamsid-Deen
Abdul Rahman Shamsid-Deen (* 1. August 1968 in New York City, New York) ist ein ehemaliger US-amerikanischer Basketballspieler, der unter anderem in Deutschland aktiv war, wo er mit Bayer Leverkusen sowohl deutscher Meister als auch Pokalsieger wurde. Nach seinem Karriereende 2005 kehrte Shamsid-Deen in sein Heimatland zurück, wo er in Atlanta unter anderem auch als Assistenztrainer einer Schulmannschaft tätig war.

## Karriere

### College (bis 1990)
Shamsid-Deen wechselte 1986 nach seinem Abschluss an der Tottenville High School zum Studium an das Providence College in Rhode Island. Trainer der Basketballmannschaft Friars in der Big East Conference war ein Jahr zuvor Rick Pitino geworden. In Shamsid-Deens Freshman-Saison führte Pitino die Friars überraschend bis in das Final-Four-Turnier der landesweiten Endrunde der NCAA. Bei den Regional Finals hatte man die beiden topgesetzten Mannschaften, darunter Big East Conference-Champion Georgetown Hoyas, nacheinander geschlagen und verlor erst im Finale gegen die Orangemen der Syracuse University. Anschließend kehrte Pitino als Cheftrainer zum NBA-Klub New York Knicks zurück, die er als Assistenztrainer für den Posten am Providence College verlassen hatte. Pitinos Nachfolger war wenig erfolgreich und nach einer Spielzeit mit negativer Bilanz konnte erst Rick Barnes die Friars wieder für die NCAA-Endrunde qualifizieren. In den beiden abschließenden Spielzeiten von Shamsid-Deen für die Friars reichte es jedoch nur zu zwei knappen Erstrundenniederlagen.
Nachdem Shamsid-Deen als Senior mit durchschnittlich 8 Punkten und 7 Rebounds ein gutes Abschlussjahr gehabt hatte, wurde er im NBA-Draftverfahren 1990 von den Seattle SuperSonics der National Basketball Association (NBA) ausgewählt. Bei diesem Verein konnte er sich jedoch in den Trainingslagern keinen Platz im Saisonkader erspielen.

### Profi in Europa und Erfolge in Deutschland (1990 bis 1995)
Seine Karriere als Profi begann Shamsid-Deen in Frankreich beim Racing Club aus Paris. Nach mäßigem Saisonverlauf stieß man in den Play-offs um die Meisterschaft nach einem Sieg über den Hauptrundenzweiten Cholet Basket bis ins Halbfinale vor, wo man dem Titelverteidiger CSP Limoges unterlag. In der darauffolgenden Spielzeit verpasste man schließlich nach einem elften Platz in der Hauptrunde die Qualifikation für die Meisterschafts-Play-offs. Im Korać-Cup 1992 schied man im Viertelfinale gegen den späteren Titelgewinner Virtus Rom aus. Nachdem Shamsid-Deen in der europäischen Sommerpause für die Santeros aus Aguada in der Baloncesto Superior Nacional (BSN) auf Puerto Rico gespielt hatte, schloss er sich für die Saison 1992/93 dem spanischen Erstligisten CB Sant Josep aus Girona an. Dort ersetzte er seinen ebenfalls aus New York stammenden Landsmann Darryl Middleton, der in der Spielzeit zuvor Most Valuable Player der Liga ACB gewesen war. Nach gutem Saisonstart, bei dem Shamsid-Deen zum Spieler der Woche des ersten Spieltages gewählt wurde, erreichte Girona auf dem 16. Platz nur knapp die Play-offs, wo man in der ersten Runde gegen den Hauptrundenersten und späteren Meister Real Madrid ausschied.
1993 ersetzte Shamsid-Deen mit seinem Landsmann Tom Garrick das US-amerikanische Duo Clinton Wheeler und Kannard Johnson beim deutschen Double-Gewinner TSV Bayer 04 Leverkusen, der unter Trainer Dirk Bauermann mit einer Ansammlung von deutschen Nationalspielern sieben der acht möglichen nationalen Titel in den vier Spielzeiten zuvor errungen hatte. Shamsid-Deen erreichte mit den Farbenstädtern in der Bundesliga-Saison 1993/94 überlegen ohne Niederlage in den Play-offs die Titelverteidigung. Im „FIBA Europaliga“ genannten Europapokal der Landesmeister schied man jedoch wie zuvor nach nur vier Siegen in 14 Spielen der Gruppenphase der 16 besten Mannschaften aus. Nachdem er in der Sommerpause 1994 für die Vaqueros aus Bayamón in Puerto Rico gespielt hatte, kehrte Shamsid-Deen nach Leverkusen zurück. Während man Anfang Januar 1995 den Pokaltitel nach Leverkusen durch einen knappen Erfolg über Ratiopharm Ulm zurückholte, wurde Shamsid-Deens Vertrag nach dem Jahreswechsel im Januar 1995 aufgelöst. Er bestritt in seiner Leverkusener Zeit insgesamt 60 Bundesliga-Spiele (16,1 Punkte/Begegnung).

### „Wandervogel“ (1995 bis 2000)
Für die Spielzeit 1995/96 unterschrieb Shamsid-Deen erneut einen Vertrag in Frankreich bei Illkirch-Graffenstaden Basket in Straßburg, der jedoch kurz nach Saisonbeginn wieder gelöst wurde. Im Saisonverlauf stand er dann im Kader von Meister Ülkerspor aus Istanbul in der Türkiye Basketbol Ligi (TBL), der jedoch in der Finalserie der Meisterschaft ohne Chance gegen Lokalrivale Efes Pilsen war und Vizemeister wurde. Aus Puerto Rico kehrte Shamsid-Deen dann in die Liga ACB zurück, wo er mit dem galicischen Club Ourense in der Spielzeit 1996/97 den letzten Nichtabstiegsplatz erreichte. Nach einem Abstecher nach Venezuela bei den Cocodrilos aus Caracas spielte er auf Puerto Rico in der BSN 1997 diesmal für die Leones aus Ponce.
In der Spielzeit 1997/98 stand Shamsid-Deen zunächst für Hapoel Galil aus der israelischen Ligat ha’Al auf dem Parkett, bevor er nach Saisonbeginn für Meysuspor, wo zwischenzeitlich auch sein ehemaliger Leverkusener Mannschaftskamerad Tom Garrick unter Vertrag gestanden hatte, erneut in der TBL spielte. Meysuspor belegte am Saisonende den vorletzten Tabellenplatz und stieg wieder aus der höchsten Spielklasse ab. Die Spielzeit 1998/99 begann er bei Maccabi Rischon LeZion erneut in der Ligat ha’Al. Wie zuvor bei Galil Elyon verließ er diese Mannschaft nach wenigen Spielen und war über den Jahreswechsel bei AEL Limassol auf Zypern für gut vier Wochen beschäftigt, bevor er die europäische Saison in der polnischen Liga (PLK) bei Zagłębie aus Sosnowiec abschloss. Anschließend war er diesmal in der Sommerliga United States Basketball League für die Brooklyn Kings in seiner New Yorker Heimat aktiv.
Im Herbst 1999 wechselte Shamsid-Deen nach Deutschland zurück, wo er die gesamte Spielzeit in der Bundesliga bei Ratiopharm aus Ulm unter Vertrag stand. Hier legte er für die „Spatzen“ mit knapp 18 Punkten und 11 Rebounds pro Spiel nochmals ein Double-Double im Schnitt auf, konnte aber nicht verhindern, dass die Mannschaft wegen des schlechteren direkten Vergleichs den Play-off-Einzug verpasste und in der Relegationsrunde mit den besten Zweitligisten den Klassenerhalt nicht sichern konnte, sondern nur wegen des Verzichts des TuS Lichterfelde in der höchsten Spielklasse blieben. Dies war Shamsid-Deens letzte vollständige Spielzeit für einen Verein.

### „Profi auf Abruf“ (2000 bis 2005)
Zu Beginn der Spielzeit 2000/01 war Shamsid-Deen zunächst in den Kadern von Roseto Basket in der italienischen Lega Basket Serie A sowie von Polonia Warschau in der PLK vertreten, ohne in Meisterschaftsspielen eingesetzt zu werden. Im November 2000 wurde er in Argentinien für CA Obras Sanitarias in Buenos Aires kurzzeitig aktiv, bevor er als Ersatz für den verletzten Daren Engellant vom deutschen Erstligisten Brandt Hagen verpflichtet wurde. Die Hagener erreichten unter dem ehemaligen Leverkusener Meistertrainer Bauermann am Ende der Bundesliga-Spielzeit 2000/01 jedoch nur den zwölften und letzten Nicht-Abstiegsplatz. Die Spielzeit beschloss Shamsid-Deen bei den Maratonistas aus Coamo erneut in der BSN von Puerto Rico.
Zu Beginn der Spielzeit 2001/02 stand Shamsid-Deen bei den Arkadia Traiskirchen Lions aus der österreichischen A-Liga unter Vertrag. Im Verlauf der Saison stand er noch im Kader von BK Kiew in der Ukraine. Erneut wechselte er im Frühling 2002 nach Venezuela, wo er diesmal für die Toros aus Aragua spielte. Nach einer Station erneut bei den Maratonistas aus Coamo in der BSN Puerto Ricos ging er im August 2002 auch ein Engagement beim Verein aus San Carlos im Distrito Nacional der Dominikanischen Republik ein. Mit 35 Jahren wurde Shamsid-Deen 2003 dann noch einmal von Sigal Prishtina aus Kosovo verpflichtet, das zu diesem Zeitpunkt von dem in Deutschland bekannten kroatischen Trainer Tomislav Bevanda trainiert wurde. Zu Beginn des Jahres 2004 wechselte er zum französischen Zweitligisten aus Rueil-Malmaison, wo er einen Monat unter Vertrag stand. Zu Beginn der Zweitligasaison 2004/05 spielte Shamsid-Deen dann für den Süd-Zweitligisten TSV Tröster Breitengüßbach, bevor er Anfang 2005 ein letztes Engagement als Spieler beim Verein Uhud aus dem saudi-arabischen Medina einging.
Nach dem Karriereende kehrte Shamsid-Deen endgültig in seine US-amerikanische Heimat zurück. Hier ließ er nicht völlig vom Basketballsport los, sondern betätigte sich auch als Assistenztrainer der Holy Innocents’ Episcopal School in Atlanta im Bundesstaat Georgia.